# Formica incerta
Formica incerta es una especie de hormiga del género Formica, familia Formicidae. Fue descrita científicamente por Buren en 1944.
Se distribuye por Canadá y los Estados Unidos. Se ha encontrado a elevaciones de hasta 1500 metros. Vive en microhábitats como rocas, piedras y el forraje.